# اندیس بیارجمند
بیارجمند یک اندیس فلزی است که در حوالی شهر میامی استان سمنان قرار دارد و مادهٔ معدنی موجود در آن، مس است.